# St. Johannes Baptist (Stukenbrock)
St. Johannes Baptist ist eine katholische Pfarrkirche im Ortsteil Stukenbrock im ostwestfälischen Schloß Holte-Stukenbrock in Nordrhein-Westfalen, Deutschland. Die Kirche gehört zu einem Pastoralen Raum namens „Pastoralen Raum am Ölbach“ im Erzbistum Paderborn.

## Geschichte
Die flach gedeckte Saalkirche wurde 1614 errichtet. Der Bau mit integriertem Westturm wurde 1683 erweitert. Die Weihe der Kirche folgte dann 1686. Das Querschiff wurde 1820, der Ostteil mit dem 37 Meter hohen Turm im Barockstil wurde 1936 hinzugefügt. 
Die letzte umfassende Renovierung mit Neugestaltung des Altars geschah 1986. Dieser wurde von Erzbischof Johannes Joachim Degenhardt geweiht. Dieser ließ dazu Reliquien der Märtyrer Hippolyt, Caesareus, des hl. Nikolaus und der hl. Ursula in den Altar ein.

## Ausstattung
Zur Ausstattung gehören ein 1683 vom Fürstbischof Ferdinand von Fürstenberg gestifteter Hochaltar, zwei 1774 vom Paderborner Hofbildhauer Johann Jakob Pütt geschaffene Rokoko-Seitenaltäre, die 1666 bezeichnete Kanzel, der um 1680 geschaffene Taufstein, das Orgelgehäuse von 1696 sowie die Skulptur der Mater Dolorosa aus dem Jahr 1636.

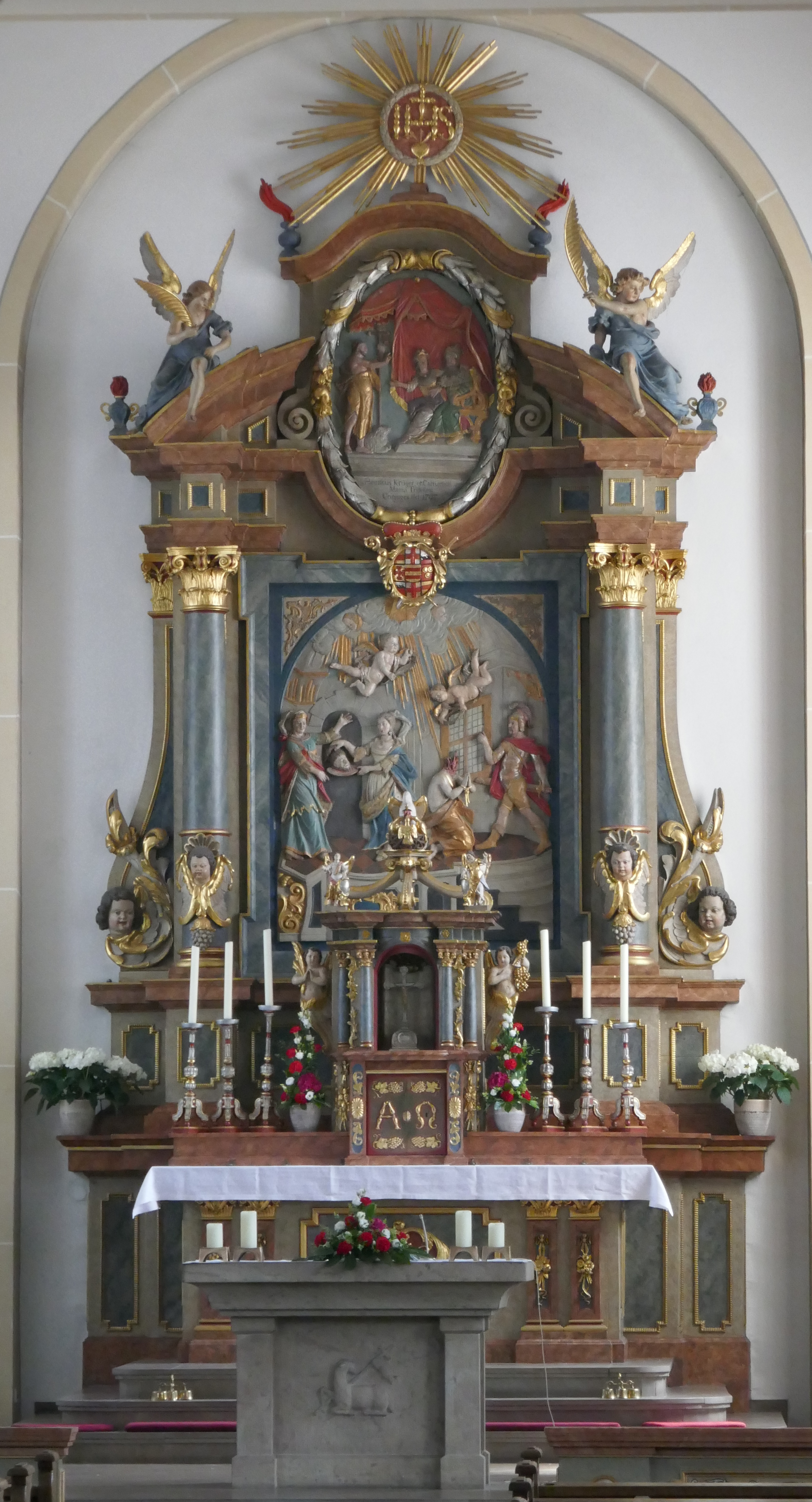
Hochaltar
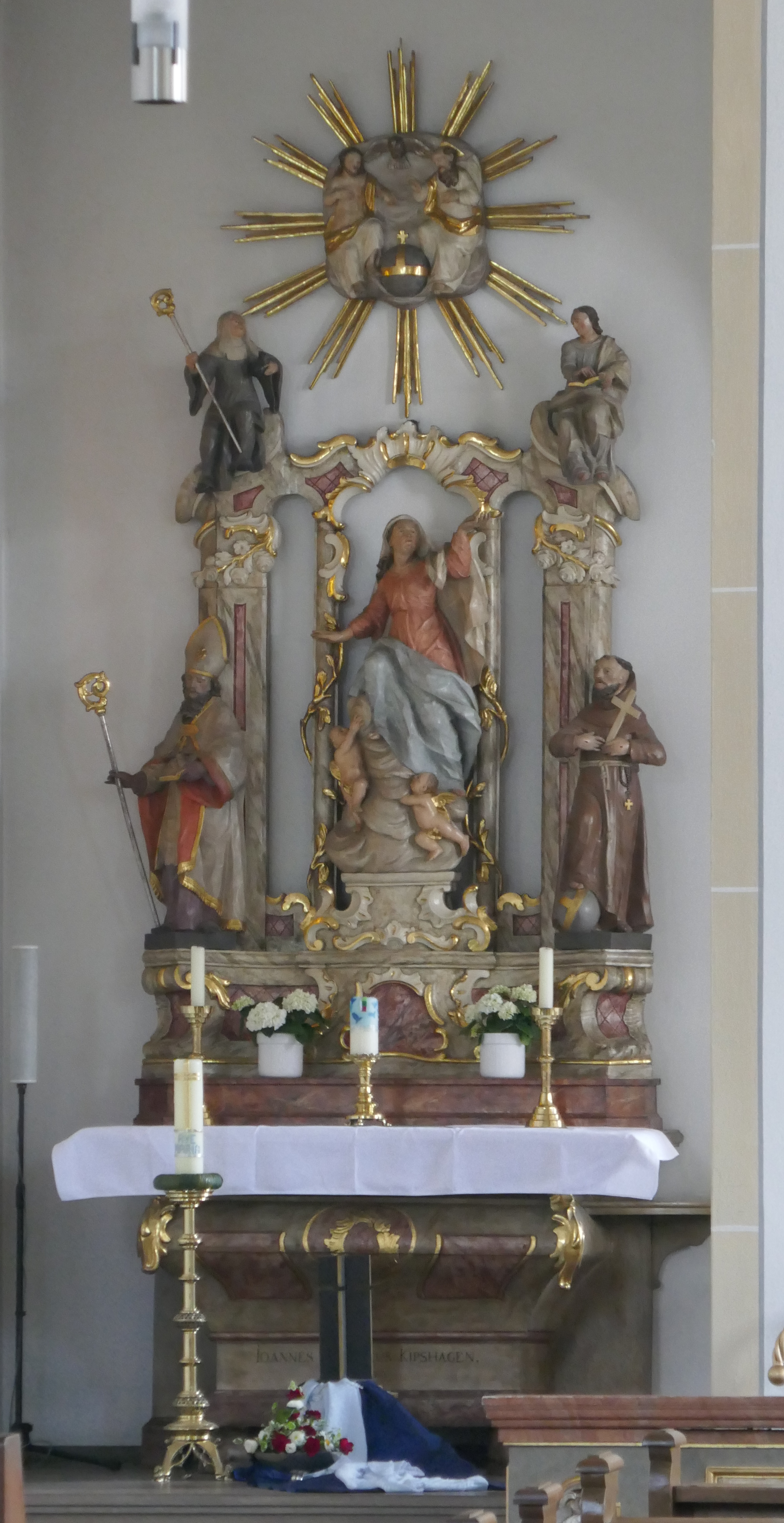
Linker Seitenaltar
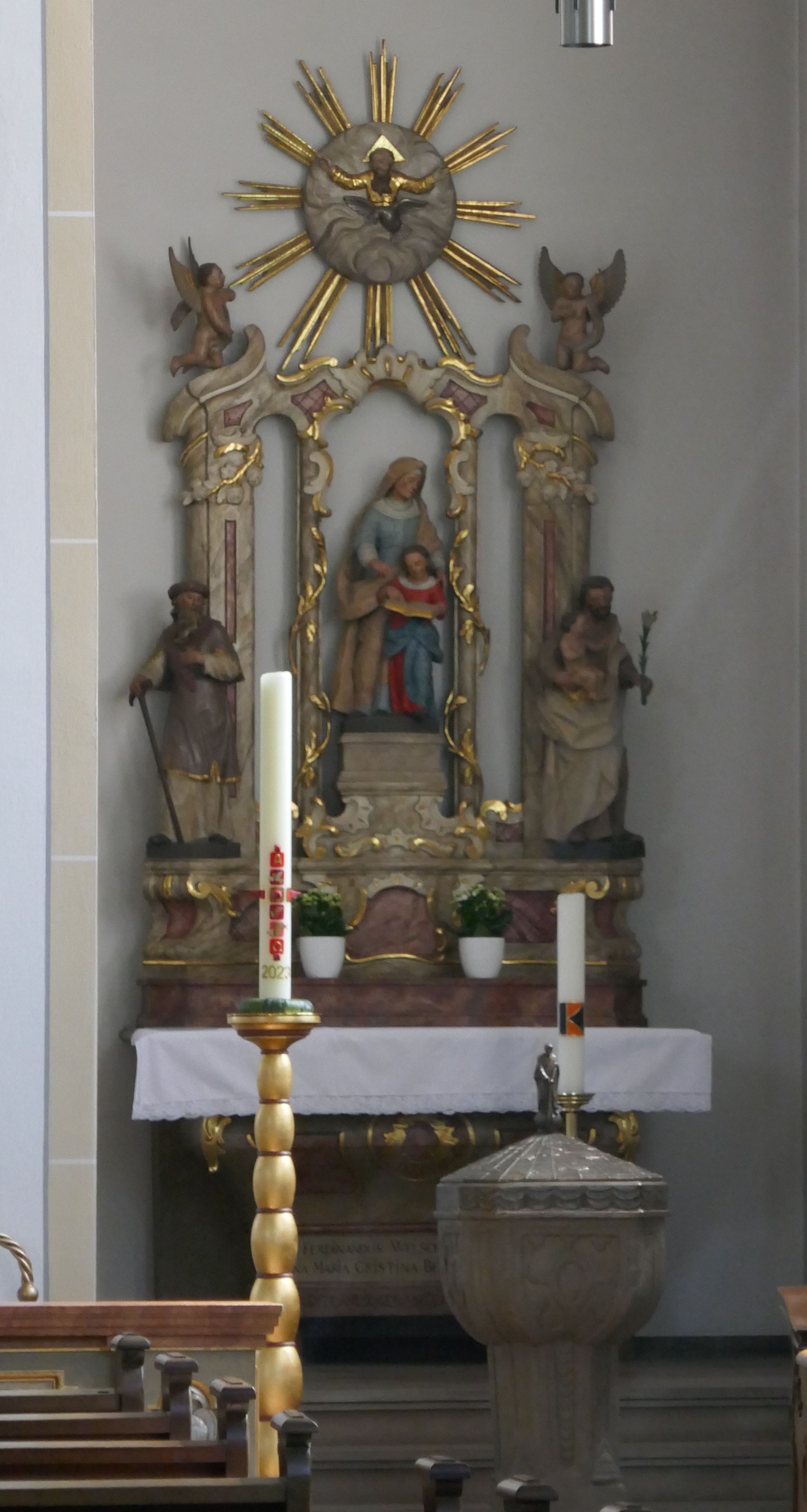
Rechter Seitenaltar und Taufstein
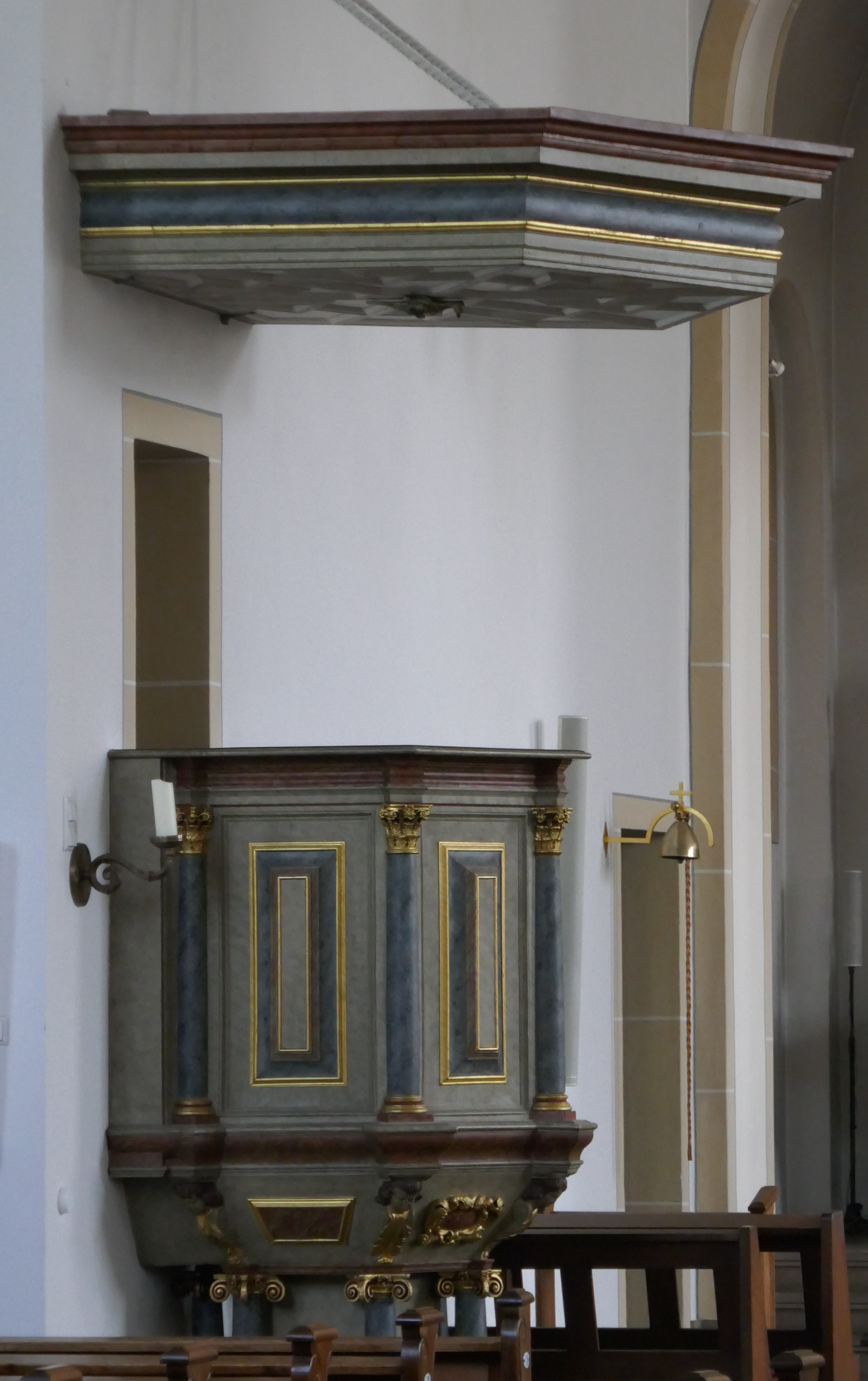
Kanzel
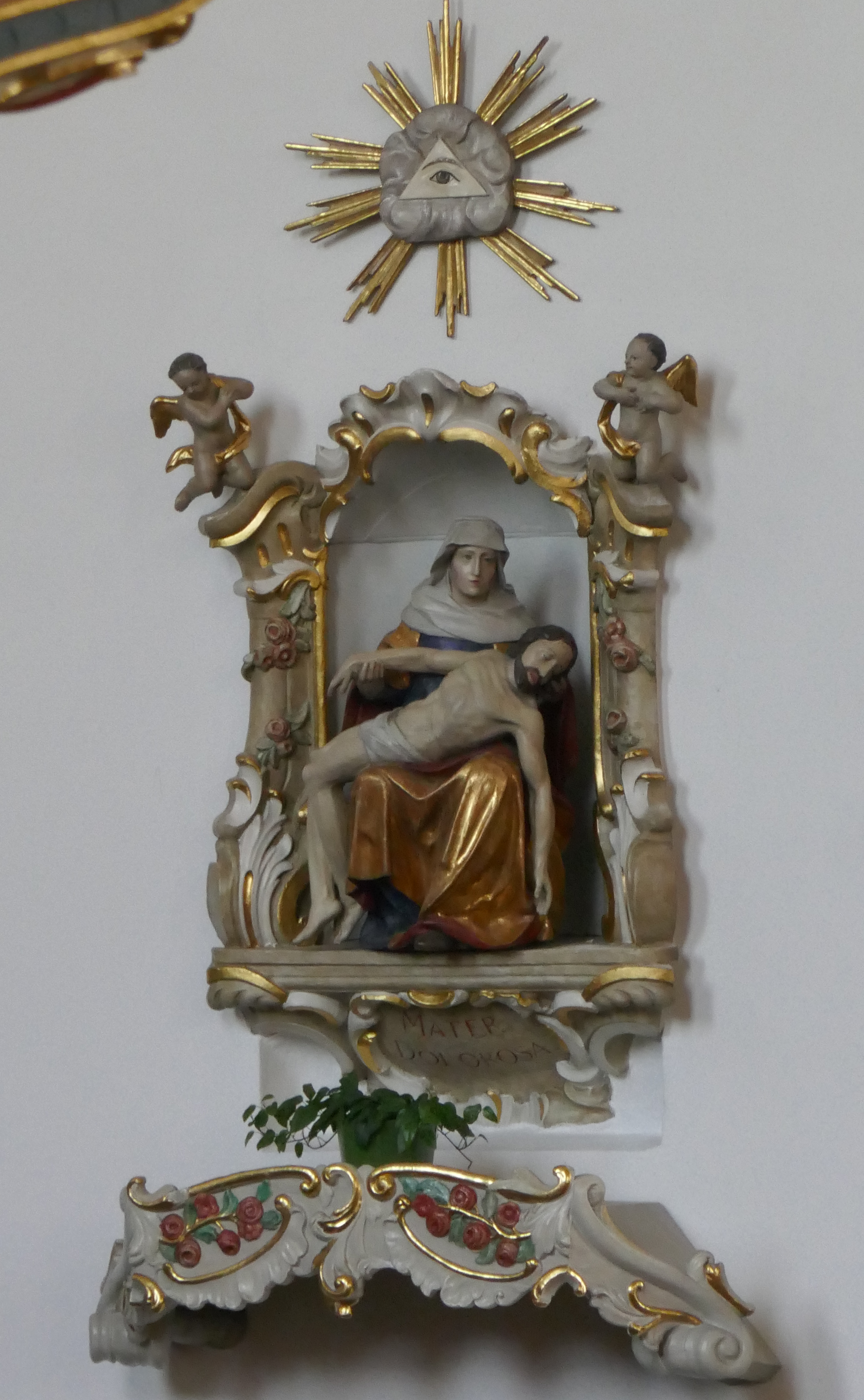
Pietà